# Холмс, Дуэйн
Дуэйн Октавиус Холмс (англ. Duane Octavious Holmes; родился 6 ноября 1994 года в Колумбус, Джорджия, США) — американский футболист, полузащитник клуба «Престон Норт Энд» и сборной США.
Дуэйн родился в семье американца и англичанки.

## Клубная карьера
Холмс — воспитанник клуба «Хаддерсфилд Таун». 27 сентября 2013 года в матче против «Блэкпула» он дебютировал в Чемпиошипе. В начале 2014 года Дуэйн на правах аренды перешёл в «Йовил Таун». 22 февраля в матче против «Донкастер Роверс» он дебютировал за новую команду. Летом того же года Холмс был арендован клубом «Бери». 30 августа в матче против «Аккрингтон Стэнли» он дебютировал во Второй лиге Англии. После окончания аренды Холмс вернулся в «Хаддерсфилд Таун». 12 января 2016 года в поединке против «Чарльтон Атлетик» Дуэйн забил свой первый гол за команду.
Летом 2016 года Холмс перешёл в «Сканторп Юнайтед». 13 августа в матче против «Флитвуд Таун» он дебютировал в Первой лиге Англии. 24 сентября в поединке против «Шеффилд Юнайтед» Дуэйн забил свой первый гол за «Сканторп Юнайтед».
Летом 2018 года Холмс перешёл в «Дерби Каунти». 15 сентября в матче против «Ротерем Юнайтед» он дебютировал за новую команду. 19 января 2019 года в поединке против «Рединга» Дуэйн забил свой первый гол за «Дерби Каунти».

## Международная карьера
6 июня 2019 года в товарищеском матче против сборной Ямайки Холмс дебютировал за сборную США.